# Cineraria
Cineraria är ett släkte av korgblommiga växter. Cineraria ingår i familjen korgblommiga växter.

## Dottertaxa tillCineraria, i alfabetisk ordning[1]
- Cineraria abyssinica
- Cineraria albicans
- Cineraria alchemilloides
- Cineraria alpestris
- Cineraria anampoza
- Cineraria angulosa
- Cineraria aspera
- Cineraria atriplicifolia
- Cineraria austrotransvaalensis
- Cineraria canescens
- Cineraria cyanomontana
- Cineraria decipiens
- Cineraria deltoidea
- Cineraria dryogeton
- Cineraria erodioides
- Cineraria erosa
- Cineraria exilis
- Cineraria foliosa
- Cineraria geifolia
- Cineraria geraniifolia
- Cineraria glandulosa
- Cineraria gracilis
- Cineraria grandibracteata
- Cineraria huilensis
- Cineraria humifusa
- Cineraria integrifolia
- Cineraria lanosa
- Cineraria lobata
- Cineraria longipes
- Cineraria lyratiformis
- Cineraria magnicephala
- Cineraria mazoensis
- Cineraria mollis
- Cineraria ngwenyensis
- Cineraria othonnoides
- Cineraria parvifolia
- Cineraria pinnata
- Cineraria platycarpa
- Cineraria pulchra
- Cineraria saxifraga
- Cineraria sonchifolia
- Cineraria tomentosolanatus
- Cineraria vagans
- Cineraria vallis-pacis